# Glen Ridge (New Jersey)
Glen Ridge je město v okrese Essex County ve státě New Jersey, Spojených státech amerických. V obci dle Sčítání lidu v USA k roku 2010 žije 7,527 obyvatel.
Glen Ridge bylo založeno 13. února 1895 na základě referenda, konajícího se předchozího dne, jako obec vyčleněná z města Bloomfield Township. Roku 1982 byl oficiální název města změněn na „Township of Glen Ridge Borough.“ V květnu 1993 se obec navrátila ke svému původnímu jménu. Jméno Glen Ridge je odvozeno od názvu údolí, jež vytvořila zdejší říčka Toney's Brook.
Ve městě se stále užívá plynové pouliční osvětlení. Z asi 3000 plynových lamp v celém USA se v ulicích Glen Ridge nachází 665 z nich. V roce 1924 se Glen Ridge stalo první obcí v celém New Jersey, které začalo používat územní plánování.

## Geografie
Dle United States Census Bureau (Amerického úřadu pro sčítání lidu) je celková plocha oblasti 3,332 km2, z toho 3,320 km2 tvoří půda; 0,012 km2 potom vodní plochy (0,36 %). Město je v sousedství měst Bloomfield, Montclaire a East Orange.

### Podnebí
Podnebí v Glen Ridge je mírné. Léta jsou převážně teplá a vlhká, zimy chladné. Dle Köppenovy klasifikace podnebí se oblast nachází v subtropickém vlhkém podnebném pásu. Roční úhrn dešťových srážek je průměrně 1245 mm (49 palců) a 660 mm (26 palců) sněhových srážek. V Glen Ridge je zhruba 205 slunečných dní za rok.

## Obyvatelstvo

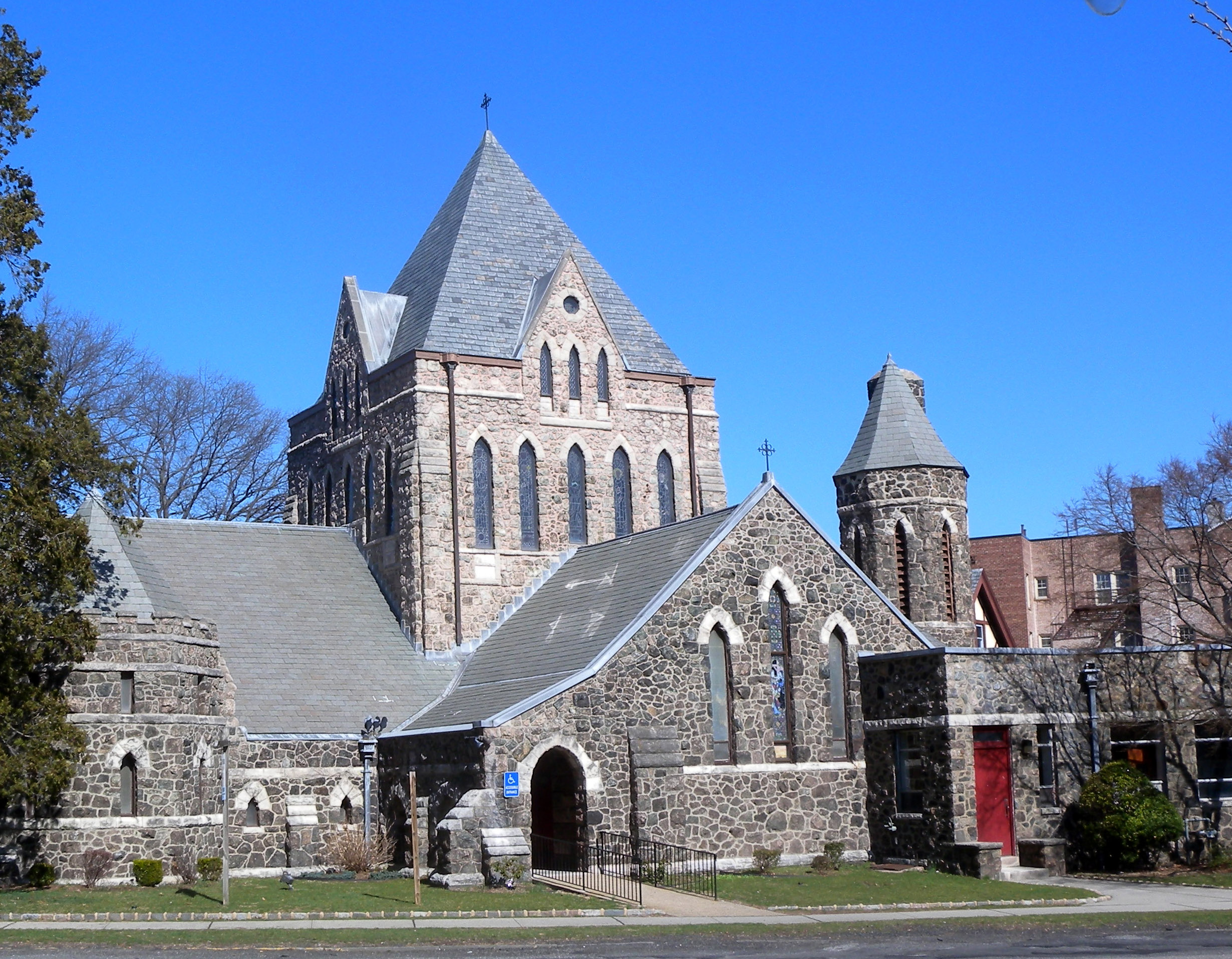
Kostel Christ Church Episcopal v Glen Ridge

| Sčítání lidu v roce | Populace | %±    |
| ------------------- | -------- | ----- |
| 1900                | 1960     | –     |
| 1910                | 3260     | 66.3% |
| 1920                | 4620     | 41.7% |
| 1930                | 7365     | 59.4% |
| 1940                | 7331     | −0.5% |
| 1950                | 7620     | 3.9%  |
| 1960                | 8322     | 9.2%  |
| 1970                | 8518     | 2.4%  |
| 1980                | 7855     | −7.8% |
| 1990                | 7076     | −9.9% |
| 2000                | 7271     | 2.8%  |
| 2010                | 7527     | 3.5%  |

## Osobnosti
Lidé, kteří byli v Glen Ridge narozeni, žili zde, nebo jsou s městem jinak významně spjati.
- Edwin Buzz Aldrin – druhý člověk na Měsíci, člen posádky Apolla 11.[6]
- Horace Ashenfelter – olympijský vítěz v atletice na LOH v Helsinkách 1952.[7]
- Tom Cruise – absolvent Glen Ridge High School.[8]
- Bill Guerin – bývalý americký hokejista, hráč NHL za tým New Jersey Devils, dvojnásobný vítěz Stanleyova poháru, reprezentant na Olympijských hrách 1998, 2002 a 2006.